# Багаутдинов, Гильми Аблязович
Гильми Абзалович (Аблязович) Багаутдинов (1923—19 марта 1945 года) —  участник Великой Отечественной войны, сержант, командир пулемётного расчёта 1259-го стрелкового полка 381-й стрелковой дивизии 97-го  корпуса  21-й армии Ленинградского фронта (с 11.6.44 г.  98  стрелкового корпуса 23 армии).
Герой Советского Союза

## Биография
Багаутдинов Гильми Абзалович родился в феврале 1923 года в селе Сарабикулово ныне Лениногорского района Республики Татарстан в семье крестьянина. Татарин. Окончил неполную среднюю школу, работал в колхозе. В Красной Армии с 1942 года.
В боях Великой Отечественной войны с мая 1942 года. Член КПСС с 1944 года.
Командир пулемётного расчёта 1259-го стрелкового полка (381-я стрелковая дивизия, 21-я армия, Ленинградский фронт) сержант Багаутдинов в бою при прорыве обороны противника на Карельском перешейке 10 июня 1944 года первым бросился на штурм вражеских укреплений, увлекая за собой бойцов. Забросал гранатами дзот, обеспечив взводу продвижение вперёд. Заменив выбывшего из боя командира, под его командованием рота захватила вражескую батарею. При прорыве второго рубежа обороны Багаутдинов дважды водил роту в атаку, был ранен вторично, но продолжал сражаться. 
В наградном листе Багаутдинова на представление к Званию Героя Советского Союза от 25.6.44 г. написано:

10.6.44 г. первым в батальоне поднялся на штурм укрепления противника на переднем крае и за собой поднял личный состав роты и батальона. В полосе наступления батальона огневая точка противника в ДЗОТе огнем не давала возможность продвижения пехоте. Тов. Багаутдинов по личной инициативе подполз к амбразуре ДЗОТа, забросал гранатами амбразуру, этим сам ликвидировал станковый пулемет и расчет его, обеспечив продвижение пехоте. В боях был выведен из строя командир взвода. Багаутдинов смело принял командование взводом и командовал им до выполнения батальоном задачи.За это время получил легкое ранение, но продолжал выполнять обязанности. С выполнением последующей задачи рота под его командованием в районе Бол. Каллелово захватила батарею трехорудийного состава, уничтожив прислугу. При форсировании реки Сестра...получил второе ранение, но из строя не выше. Продолжал командовать ротой...рота под его командованием овладела передними траншеями противника. 

Погиб 19 марта 1945 года в бою у села Гросс Иетау на подступах к Данцигу (Гданьск, Польша).
Похоронен на воинском мемориале в Клещево (гмина Тромбки-Вельке, Гданьский повят, Поморское воеводство, Польша).

## Награды
Указом Президиума Верховного Совета СССР от 24 марта 1945 года   Багаутдинову Гильми Аблязовичу присвоено звание  Героя Советского Союза. 
Награждён орденом Ленина, медалями.

## Память
Его именем названа улица в Лениногорске. Обелиск на Аллее Героев в г. Лениногорске В родном селе Героя установлен обелиск.